# Eldon R. Hansen
Eldon Robert Hansen (* 1927 bei Rochester (Washington)) ist ein US-amerikanischer Mathematiker, der sich mit Optimierung und Numerischer Mathematik (u. a. Intervallarithmetik) befasst.
Hansen studierte an der University of California, Berkeley und wurde 1960 an der Stanford University in numerischer linearer Algebra (Jacobi-Methoden für Eigenwerte von Matrizen) bei George E. Forsythe promoviert. 
Er arbeitete für Lockheed in Palo Alto und unterrichtete an verschiedenen Universitäten (wie der Washington State University). 

## Schriften
- mit William Walster: Global Optimization Using Interval Analysis, 2. Auflage, Marcel Dekker 2004 (zuerst 1992)
- A Table of Series and Products, Prentice-Hall 1975
- Herausgeber: Topics in Interval Analysis, Oxford: Clarendon Press 1969 (Symposium Culham)